# Orlova praprot
Orlova praprot (znanstveno ime Pteridium aquilinum) je razširjena v acidofilnih svetlih gozdovih, na robovih gozdov, posekah, pogoriščih v gozdovih, zapuščenih krajih. Raste od nižin do podalpskih področij, pogosto na velikih površinah. Ima sposobnost hitrega vegetativnega razmnoževanja in v kratkem časovnem razdobju zaraste velike površine. Listje praproti kmetje pogosto uporabljajo kot steljo za domače živali. Odlikuje se z razmeroma velikimi dimenzijami listov, od 40 cm do 150 cm dolžine. V preseku ima rastlina obliko dvoglavega orla, zato je dobila tudi ime aquilinum. Trosi na spodnji strani listov dozorijo konec leta. Listna stebla so debela do 1 cm, rumenkasta z žlebom v sredini.